# San Pablo, Nariño
San Pablo är en ort i Colombia.   Den ligger i departementet Nariño, i den sydvästra delen av landet, 500 km sydväst om huvudstaden Bogotá. San Pablo ligger 1 733 meter över havet och antalet invånare är 6 522.
Terrängen runt San Pablo är kuperad åt sydväst, men åt nordost är den bergig. San Pablo ligger nere i en dal. Runt San Pablo är det ganska tätbefolkat, med 139 invånare per kvadratkilometer. Närmaste större samhälle är La Unión, 15,1 km sydväst om San Pablo. Omgivningarna runt San Pablo är en mosaik av jordbruksmark och naturlig växtlighet.